# Свет у шаци моћника: теорије завере (књига)
Свет у шаци моћника: теорије завере је књига одабраних текстова о теоријама завере чији је аутор Дејвид Ајк (енгл. David Icke), објављена 2017. године у издању Новисти из Београда. Књигу је приредио Драган Вићановић.

## Аутор књиге
Дејвид Ајк (1952) је британски писац и јавни говорник. Посветио се истраживању теорија завера и откривању ко и шта контролише свет и написао око 20 књига које илуструју његова истраживања и погледе на свет.

## О књизи
Књига Свет у шаци моћника: теорије завере је књига одабраних текстова из свих књига које је написао Дејвид Ајк.
О свом истраживању теорија завера и откривању ко и шта контролише свет, Дејвид Ајк каже:

Већ две деценије разоткривам политичку структуру која планира да створи светску власт (самопрокламовану, а не изабрану) која ће свима на свету дириговати путем светске централне банке (која контролише јединствену, глобалну, електронску валуту), светске војске и агенција које ће контролисати и диктирати употребу ресурса. Када кажем ресурси, мислим на све ресурсе укључујући и кишницу која вам пада у башту. Само, до тада, то неће бити ваша башта. Уколико мислите да је то још доста далеко од нас, морам вам рећи да бих волео да је то тачно. Америчка влада и агенције већ проглашавају њихово власништво над свом кишницом, без обзира где она пада. Верујте, немогуће је да је ишта далеко од нас када описујем оно што ти лудаци имају на уму...

Дејвид Ајк